# 農工商部
農工商部是清政府於光緒三十二年（1906年）設立的中央機構，總管農業、工業、商業事務。
光緒二十九年（1903年），設商部，同時矿务铁路总局併入商部。光緒三十二年（1906年），工部併入商部，改為農工商部，改平均司為農務司、通藝司為工務司，以鐵道等事劃歸郵傳部，保惠司為商務司。增置郎中各一人，員外郎、主事各二人。併司務廳會計司為庶務司，省司務二人，增郎中一人，員外郎二人，主事四人。宣統三年（1911），改尚書為大臣，侍郎為副大臣。
中華民國建立後，南京臨時政府改設實業部。北洋政府時，分設為農林部和工商部。

## 歷任負責人
商部尚書
- 載振（1903年9月7日（光緒二十九年七月十六日）—1906年11月6日（光緒三十二年九月二十日））

農工商部尚書
- 載振（1906年11月7日（光緒三十二年九月廿一日）—1907年5月17日（光緒三十三年四月六日））
- 唐文治（1906年11月7日（光緒三十二年九月廿一日）—1907年5月17日（光緒三十三年四月六日））（暫署）
- 溥頲（1907年5月18日（光緒三十三年四月七日）—1911年3月22日（宣統三年二月廿二日））
- 溥倫（1911年3月22日（宣統三年二月廿二日）—1911年5月8日（宣統三年四月十日））

農工商大臣
- 溥倫（1911年5月8日（宣統三年四月十日）—1911年11月16日（宣統三年九月廿六日））
- 張謇（1911年11月16日（宣統三年九月廿六日）——1912年2月12日（宣統三年十二月廿五日），未到任前，由熙彥暫署）